# Сераковский, Анджей
Анджей Самуэль Сераковский герба Долэнга (пол. Andrzej Samuel Sierakowski; ? — 26 июля 1649, Збараж) — польский шляхтич, военный Речи Посполитой, писарь польный коронный.

## Краткая биография
Родом из среднеобеспеченной шляхты Белзского воеводства. Возможно, был владельцем сёл Жабче и Савчин, которые принадлежали его сыну Яну Анджею.
Был владельцем имения в Верховине (Холмская земля). В декабре 1639 года получил в Люблине королевщину Вротков Любельского староства. Воинскую карьеру начал, предположительно, в 1621 году во время Хотинской кампании, поскольку участвовал в 1626 году в польско-шведской войне уже опытным воином. 17 января 1644 из Бара в составе загона Станислава Конецпольского Сераковский отправился в поход против татар и принял участие в победной битве под Охматовым 30 января 1645. Посол Сейма от Холмской земли в 1645 году. Участвовал в боях против казаков Богдана Хмельницкого, в том числе в составе посполитого рушения Белзского воеводства под командованием подкомория Януша Прусиновского в битве под Пилявцами (после неё как беженец прибыл во Львов).
С Прусновским 7 сентября 1648 года в лагере Яремия Вишневецкого Сераковский вёл переговоры об объединении сил. Несмотря на изначальное противление Вишневецкого, договор об объединении сил был заключён, и 11 сентября они отправились к Староконстантинову. Осенью 1648 года командовал отрядом драгунов из 300 человек, который входил под общим командованием Николая Остророга в полк Самуэля Ежи Калиновского. 14 декабря 1648 полк был отправлен для зимовки на юго-восток от Львова в направлении Каменца.
В марте-апреле 1649 года после смерти Анджея Концепольского Сераковский получил должность писаря польного коронного. Участвовал в весенней кампании 1649 года в составе дивизии белзского каштеляна Анджея Фирлея. 30 июня 1649 прибыл в Збараж, где приказал отстраивать укрепления. 8 июля отправлен в разведку, столкнулся с татарским отрядом и захватил трёх пленных, после чего вернулся в Збараж.
23 июля во время артиллерийского обстрела был тяжело ранен, 26 июля умер от ранений в лагере Збаража.

## Семья
Жена — Катажина Остророг, дочь воеводы познанского Яна Остророга. Венчание состоялось 14 октября 1638 года в Люблине. Дети:
- Ян Анджей Сераковский, белзский подкоморий и каштелян[1].